# Michalis Konstantinou
Michalis Konstantinou (griechisch Μιχάλης Κωνσταντίνου; * 19. Februar 1978 in Paralimni) ist ein ehemaliger zyperngriechischer Fußballspieler. Er ist der teuerste Spieler seines Landes und derzeit auch der erfolgreichste Torschütze der Republik Zypern.

## Karriere
Konstantinou startete seine Karriere in seiner Heimat bei Enosis Neon Paralimni. In der Saison 1996/97 gelangen ihm in 25 Spielen 17 Tore und er wurde Torschützenkönig. Danach wechselte er nach Griechenland zu Iraklis. Dort traf er in 119 Partien 60 Mal und zog mit dem Verein in den UEFA-Pokal ein.
Nach vier Jahren verließ Konstantinou den Verein und für ca. 15 Millionen Euro wechselte er zu Panathinaikos Athen. Dies ist die höchste Summe, die je für einen zyperngriechischen Fußballspieler gezahlt wurde. Mit seinem neuen Verein spielte er in der UEFA Champions League, scheiterte allerdings am FC Barcelona. Nach Auslaufen des Vertrages bei Panathinaikos wechselte er 2005 zu Olympiakos Piräus. Dort erhielt er einen Dreijahresvertrag. Mit Piräus gelang ihm 2006 der Gewinn der Meisterschaft und des Pokals. 2008 wurde der auslaufende Vertrag jedoch nicht verlängert, weshalb Konstantinou im Sommer wieder zu Iraklis wechselte. Dort wurde er jedoch im Gegensatz zu seinen ersten Engagement nicht glücklich und so verließ er den Verein in der Winterpause Richtung Republik Zypern zu Omonia Nikosia.

## Titel
- Griechischer Meister: 2004, 2006, 2007, 2008
- Griechischer Pokalsieger: 2004, 2006
- Zyprischer Pokalsieger: 2011